# Kamani Hill
Kamani Helekunihi Hill (Berkeley, 28 dicembre 1985) è un ex calciatore statunitense di origini trinidadiane e native hawaiiane, di ruolo attaccante.